# Tungstita
La tungstita és un mineral de la classe dels òxids. El nom reflecteix el seu contingut en tungstè.

## Característiques
La tungstita és un òxid de fórmula química WO₃·H₂O. Cristal·litza en el sistema ortoròmbic. La seva duresa a l'escala de Mohs és 2,5. Pot originar-se com a producte de la deshidratació de la hidrotungstita.
Segons la classificació de Nickel-Strunz, la tungstita pertany a «04.FJ: Hidròxids (sense V o U), amb H₂O +- (OH); octaedres que comparteixen angles» juntament amb els següents minerals: meymacita, sidwil·lita, hidrotungstita, ilsemannita i parabariomicrolita.

## Formació i jaciments
Va ser descoberta a Old Mine Park, a la localitat de Trumbull, dins el comtat de Fairfield (Connecticut, Estats Units). Tot i tractar-se d'una espècie no gaire habitual ha estat descrita en tots els continents del planeta a excepció de l'Antàrtida.